# Macropygia mackinlayi
Macropygia mackinlayi là một loài chim trong họ Columbidae.